# Eli Elezra
Eliahu Ilan Elezra, meglio noto come Eli Elezra (in ebraico אלי אלעזרא‎?; Gerusalemme, 24 novembre 1960), è un giocatore di poker israeliano.
Dal 2021 fa parte del Poker Hall of Fame.

## Biografia
Israeliano, già tenente della 1ª Brigata di fanteria "Golani", si trasferì in seguito a Las Vegas. Prima di stabilirsi in Nevada trascorse diversi anni lavorando in Alaska.
Il primo piazzamento a premi alle WSOP è datato 1999. Ha conquistato il suo primo braccialetto WSOP alle WSOP 2007 nel $3.000 World Championship Seven Card Stud Hi/Lo Split 8 or Better, sconfiggendo Scotty Nguyen in heads-up. Alle WSOP 2013 ha vinto il $2.500 2-7 Triple Draw Lowball in head-up contro Daniel Negreanu.
Ha vinto il $10.000 No Limit Hold'em al World Poker Tour 2004, vincendo $1.024.574.
Sino al 2011 le sue vincite in tornei live superano i $2.000.000, ma la sua attività è legata principalmente al cash game.
È apparso in diversi episodi del Poker After Dark e del GSN High Stakes Poker.
| Anno | Torneo                             | Premio   |
| ---- | ---------------------------------- | -------- |
| 2007 | $3.000 Seven Card Stud Hi-Lo Split | $198.984 |
| 2013 | $2.500 2-7 Triple Draw Lowball     | $173.236 |
| 2015 | $1,500 Seven Card Stud             | $112,591 |